# Thirteen
 Thirteen és una pel·lícula estatunidenca de Catherine Hardwicke estrenada el 2003.

## Argument
Tracy, una adolescent d'origen modest, estudiós i amb bona relació amb la seva família, és fascinada per Evie, la preferida del seu institut que resulta ser molt particular. Tracy decideix fer de tot per destacar davant d'Evie i es converteix en la seva nova protegida i millor amiga. Segueix una verdadera deriva ajuntant drogues, alcohol, sexe, escena i mutilació, que la seva mare Melanie no triga a voler parar, massa tard potser...

## Repartiment
- Holly Hunter: Melanie Freeland
- Evan Rachel Wood: Tracy Freeland
- Nikki Reed: Evie Zamora
- Jeremy Sisto: Brady
- Brady Corbet: Mason Freeland
- Kip Pardue: Luke
- Deborah Kara Unger: Brooke
- Sarah Clarke: Birdie
- Vanessa Hudgens: Noel

## Al voltant de la pel·lícula
- La història de la pel·lícula s'inspira en la joventut de la coguionista i actriu Nikki Reed.

## Premis i nominacions

### Premis
- 2003. Premi a la millor direcció al Festival de Cinema de Sundance
- 2003. Lleopard d'argent al Festival de Locarno
- 2003. Premi del jurat al Festival de Cinema americà de Deauville

### Nominacions
- 2004. Oscar a la millor actriu secundària per Holly Hunter
- 2004. Globus d'Or a la millor actriu dramàtica per a Evan Rachel Wood
- 2004. Globus d'Or a la millor actriu secundària per a Holly Hunter
- 2004. BAFTA a la millor actriu secundària per a Holly Hunter